# Alexandra Kerr
Alexandra Catherine Kerr (Boston, 23 luglio 2001) è una calciatrice statunitense, attaccante del Como.

## Biografia
Nata a Boston, nel Massachusetts, Kerr è cresciuta con i genitori, il fratello gemello e il fratello minore, a Chapel Hill, nella Carolina del Nord. Come da prassi nel sistema scolastico statunitense, fin dai primi anni si avvicina allo sport, praticando diverse discipline sportive, tra le quali pallacanestro e tennis, prima di dedicarsi al calcio mentre frequentava la Chapel Hill High School, continuando quindi la tradizione di famiglia. Il nonno John Sr. fu prima calciatore, di ruolo centrocampista, nazionale canadese e compagno di squadra, tra gli altri, di Pelé al New York Cosmos, prima di diventare allenatore, mentre il padre, John Jr., attaccante, ha vinto l'Hermann Trophy nel 1986 prima di passare al professionismo e infine all'allenamento.

## Carriera

### Calcio collegiale e universitario
Con la squadra della Chapel Hill High School Kerr ha stabilito il record della scuola in una singola stagione con 44 reti siglate al secondo anno e ha segnato 42 gol all'ultimo anno nel 2019. Si è guadagnata onorificenze di All-Conference, All-State e All-Region e, sempre nel 2019, è stata premiata come giocatrice dell'anno della Conference nel 2019. In quel periodo ha inoltre giocato DA club soccer per il NC Courage, dove ha guidato la classifica delle marcatrici della squadra con 16 gol nel 2018.
Dopo aver suscitato interesse al termine del college, ricevendo offerte dalle università di Princeton, Southern California e Virginia, decide infine di iscriversi all'Università Vanderbilt affiancando al percorso di studi l'attività agonistica con la squadra di calcio femminile universitario dell'istituto, le Vanderbilt Commodores. Nei quattro anni di appartenenza Kerr ha maturato 63 presenze, con 26 da titolare, fornendo un assist vincente al suo debutto e segnando due gol come matricola nella stagione 2019. Successivamente è scesa in campo da titolare in cinque incontri da sophomore (secondo anno) e ha registrato un assist nel secondo turno del torneo SEC 2020, quando le Commodores hanno vinto il campionato di conference. Nel 2021, da junior, ha segnato quattro gol e nella stagione, da senior, l'ultima con la squadra è diventata una titolare fissa, finendo la stagione 2022 come seconda migliore marcatrice delle Vanderbilt Commodores con sei reti.
Kerr è entrata nel NCAA transfer portal dopo quattro anni a Vanderbilt, iscrivendosi alla Texas Tech University e unendosi per la stagione 2023 alle TTU Red Raiders. L'allenatore Tom Stone, compagno di college del padre, la conosceva fin da piccola, confermando la sua determinazione ad averla in organico dopo aver dichiarato in un'intervista che "abbiamo dovuto lottare contro mezza SEC" per ingaggiarla. Kerr e l'allora junior Ashleigh Williams hanno guidato il reparto offensivo per tutta la stagione, aiutando la squadra a vincere il titolo di regular-season della Big 12 Conference per la prima volta nella storia del programma. In quella stagione si è messa in luce per aver segnato una tripletta nella vittoria per 6-1 sulle avversarie del North Texas Mean Green il 31 agosto e poi segnato il gol della vittoria nel primo turno del torneo NCAA contro le Florida Gulf Coast. Nel secondo turno ha trasformato il calcio di rigore con cui le Red Raiders hanno superato le Princeton Tigers prima di perdere contro le North Carolina Tar Heels nel terzo turno. Con le Texas Tech Kerr ha fino ad allora realizzato la migliore prestazione in carriera con 11 gol realizzati e 5 assist, conquistando un posto nel second-team All-Big 12.

### Club
Kerr è stata scelta dagli Orlando Pride al 50º posto assoluto nel quarto turno del NWSL Draft 2024., firmando con la squadra di Orlando, Florida, un contratto per un anno. A disposizione del tecnico Seb Hines, fa il suo debutto da professionista il 7 giugno di quell'anno, alla 12ª giornata della stagione 2024 della National Women's Soccer League, rilevando Ally Watt all'84'del pareggio esterno con il San Diego Wave. Viene inoltre impiegata da titolare il 27 luglio contro il Monterrey, durante la fase a gironi dell'edizione 2024 dell'NWSL x Liga MX Femenil Summer Cup, dove ha segnato la sua prima rete da professionista e ha realizzato il calcio di rigore finale per vincere gli shootout dopo aver pareggiato 2-2 nei tempi regolamentari. Il 29 agosto viene annunciata la risoluzione consensuale del contratto per permetterle di perseguire altre opportunità di gioco.
Nell'ottobre successivo, a stagione già iniziata, viene annunciato il suo trasferimento al Como per la sua prima opportunità di giocare in un campionato estero, quello italiano. Sotto la guida tecnica di Stefano Sottili, Kerr fa il suo debutto in Serie A, il livello di vertice nella piramide calcistica italiana di categoria, il 5 ottobre, alla 5ª giornata di campionato, rilevando Ramona Petzelberger al 56' dell'incontro perso in trasferta per 3-1 con la Fiorentina. Le prestazioni espresse convincono Sottili a concederle sempre maggior fiducia, partendo ben presto titolare negli incontri successivi e dimostrandosi determinante nella vittoria esterna di misura con il Milan alla 10ª giornata segnando per la propria squadra l'unica rete dell’incontro.

## Statistiche

### Presenze e reti nei club
Statistiche aggiornate all'11 maggio 2025.
| Stagione        | Squadra         | Campionato      | Campionato | Campionato | Coppe nazionali | Coppe nazionali | Coppe nazionali | Coppe internazionali | Coppe internazionali | Coppe internazionali | Altre coppe | Altre coppe | Altre coppe | Totale | Totale |
| Stagione        | Squadra         | Comp            | Pres       | Reti       | Comp            | Pres            | Reti            | Comp                 | Pres                 | Reti                 | Comp        | Pres        | Reti        | Pres   | Reti   |
| --------------- | --------------- | --------------- | ---------- | ---------- | --------------- | --------------- | --------------- | -------------------- | -------------------- | -------------------- | ----------- | ----------- | ----------- | ------ | ------ |
| 2024            | Orlando Pride   | NWSL            | 1          | 0          | -               | -               | -               | -                    | -                    | -                    | SC          | 3           | 1           | 4      | 1      |
| 2024-2025       | Como            | A               | 22         | 6          | CI              | 0               | 0               | -                    | -                    | -                    | -           | -           | -           | 22     | 6      |
| Totale carriera | Totale carriera | Totale carriera | 23         | 6          | -               | 0               | 0               | -                    | -                    | -                    | -           | 3           | 1           | 26     | 7      |

## Palmarès

### Club
- NWSL Shield: 1

Orlando Pride: 2024